# Абашилова, Камилла Мурадовна
Камилла Мурадовна Абашилова (род. 25 июня 2002, Москва) — российская футболистка, защитник московского «Динамо».

## Биография
Отец родом из Дагестана, мать — русская. Воспитанница футбольного клуба «Чертаново», первый тренер — Татьяна Кучер. В составе сборной Москвы выиграла ряд соревнований в младших возрастах, в том числе становилась победительницей первенства России среди 17-летних 2017 года, Спартакиады учащихся России 2019 года.
В главной команде «Чертаново» дебютировала в матче высшего дивизиона России 21 апреля 2019 года против московского «Локомотива», заменив на 67-й минуте Юлию Гордееву. Всего в своём первом сезоне сыграла 6 матчей в высшей лиге.
С декабря 2021 года — игрок Молодёжного состава московского «Динамо». 1 октября 2022 года забила свой первый мяч за «Динамо» в официальных матчах Молодёжного первенства — в ворота ЖФК «Зенит» (3:2).
Первый матч за основную команду «Динамо» в Суперлиге провела 25 марта 2023 года против «Рязани-ВДВ».
Выступала за юниорскую и молодёжную сборную России, выходила на поле 11 раз, но только в товарищеских матчах и турнирах.

## Командная статистика
| Выступление      | Выступление      | Выступление      | Лига | Лига | Кубок | Кубок | Итого | Итого |
| Клуб             | Лига             | Сезон            | Игры | Голы | Игры  | Голы  | Игры  | Голы  |
| ---------------- | ---------------- | ---------------- | ---- | ---- | ----- | ----- | ----- | ----- |
| Чертаново        | высшая           | 2019             | 6    | 0    | 2     | 0     | 8     | 0     |
| Чертаново        | высшая           | 2020             | 3    | 0    | —     | —     | 3     | 0     |
| Чертаново        | высшая           | 2021             | —    | —    | 1     | 0     | 1     | 0     |
| Чертаново        | Итого            | Итого            | 9    | 0    | 3     | 0     | 12    | 0     |
| Динамо (Москва)  | высшая           | 2023             | 18   | 0    | 2     | 0     | 20    | 0     |
| Динамо (Москва)  | высшая           | 2024             | 13   | 0    | 2     | 0     | 15    | 0     |
| Динамо (Москва)  | Итого            | Итого            | 31   | 0    | 4     | 0     | 35    | 0     |
| Всего за карьеру | Всего за карьеру | Всего за карьеру | 40   | 0    | 7     | 0     | 47    | 0     |